# Hlubočepy (zámek)
Raudnitzův dům, zvaný též zámek Hlubočepy, je klasicistní architektonická památka v pražské čtvrti Hlubočepy na adrese Hlubočepská 2/33.
Budova původní tvrze byla na místě současného zámku založena zřejmě roku 1571 Janem Kutovcem z Úrazu. V roce 1623 objekt koupil císařský rada Pavel Michna z Vacínova. Jeho syn pak dal za 3000 zlatých rýnských Hlubočepy do zástavy jezuitům, ti v roce 1669 tvrz přestavěli na zámek, který tvořil centrum jejich zdejšího statku. Jezuitský řád však byl v roce 1773 zrušen a majetek přešel pod studijní fond. 
Současnou klasicistní podobu zámeček získal pravděpodobně za doby, kdy jej vlastnil hrabě František Antonín Desfours.
Zámek je pod názvem „tvrz Raudnitzův dům“ zapsán na seznamu kulturních památek České republiky.
Termínem Hlubočepský zámeček bývá však také označována budova na adrese Na Zlíchově 18.